# Дора Брајан
Дора Меј Брајан, ОБЦ (7. фебруар 1923 – 23. јул 2014), позната као Дора Брајан, била је британска глумица филма и телевизије. 
1. ↑  "Feted Brighton actress Dora, 90, to make rare public appearance", The Argus, 2 September 2013. Retrieved 6 September 2013.